# Giuseppe Mori
Giuseppe Mori (né le 24 janvier 1850 à Loro Piceno dans les  Marches, Italie et mort le 30 septembre 1934 à Loro Piceno) est un cardinal italien du début du XXe siècle. 

## Biographie
Giuseppe Mori étudie à Fermi et à Rome. Après son ordination, il  fait de travail pastoral dans le diocèse de Rome et exerce des fonctions au sein de la curie romaine, notamment comme auditeur à la rote romaine et comme secrétaire de la "congrégation du Concile".
Le pape Pie XI le crée cardinal lors du consistoire du 11 décembre 1922. 
Il meurt  le 30 septembre 1934 à l'âge de 84 ans.